# Vedenskij rajon
Il Vedenskij rajon (in russo Веденский район?) è un municipal'nyj rajon della Repubblica Autonoma della Cecenia, in Russia; il capoluogo è Vedeno. Istituito nel 1923, ricopre una superficie di 956 chilometri quadrati e nel 2010 ospitava una popolazione di circa 40.000 abitanti.